# Carnforth
Carnforth este un oraș în comitatul Lancashire, regiunea North West, Anglia. Orașul se află în districtul Lancaster.